# Nini Bulterys
Nini Bulterys (Temse, 20 november 1929 - Wilrijk, 12 december 1989) was een Belgische componiste en professor aan het Koninklijk Conservatorium Antwerpen.

## Levensloop
Haar eerste muzikale passen zette ze onder leiding van koster-organist Jozef D'Hooghe te Temse. Nadien volgde pianoles op een kostschool te Brussel, in Sint-Niklaas bij Godelieve Gorlé en gedurende 8 jaar bij Yvonne Van den Berghe. De jury van het Belgisch Muziekcollege van Antwerpen verleende haar het diploma van de Hogere graad piano en van de Vervolmakingsgraad piano. Ze studeerde verder aan het Koninklijk Conservatorium van Antwerpen en behaalde er eerste prijzen notenleer (1954, Marcel Slootmaeckers) en harmonie (1955, Rosa Granjé). Ze vervolgde haar muziekstudie aan de Franstalige afdeling van het Koninklijk Conservatorium van Brussel. Daar behaalde ze eerste prijzen contrapunt (1957, Jean Louël) en fuga (1959, Jean Absil). Onder leiding van J. Louël werd zij in 1962 gegradueerde voor compositie aan de Muziekkapel Koningin Elisabeth met de cantate ‘Triomf van het bloed’ op tekst van Karel Jonckheere. Ze verwierf in 1963 een Eerste Tweede Prijs van Rome voor de cantate Arion op tekst van Bert Decorte. In 1965 werd ze tweede laureaat in de Internationale Muziekwedstrijd Koningin Elisabeth voor compositie met de Symfonie nr.1; hiervoor kreeg ze ook de Prijs ‘Pro Civitate’. In 1969 won ze de tweejaarlijkse compositieprijs ‘Emile Doehaerd’ met het Trio voor piano, viool en cello.
Bulterys was als lerares notenleer en harmonie verbonden aan de Muziekacademies van Hamme, Vilvoorde, Mechelen en van 1971 tot 1987 aan de muziekacademie van Mol. Voorts was ze professor harmonie, contrapunt, fuga, orkestratie en compositie aan het Lemmens Instituut te Leuven, waar ze tot 1970 doceerde. Ze was ook enige tijd werkzaam als hulp-programmator aan de BRT. Aan het Koninklijk Conservatorium Antwerpen was zij achtereenvolgens adjunct-lerares notenleer (1962), adjunct-lerares harmonie (1969) en lerares contrapunt en fuga. In 1962, 1974, en 1976 vertegenwoordigde ze België op de 'Warschauer Herfst'.

## Werken
De partituren van Bulterys zijn gedeponeerd en ontsloten in de bibliotheek van het Koninklijk Conservatorium Antwerpen.

### Vocaal werk
- De terugkeer van de krijgsgevangenen, (Tekst: Marcel Coole), cantate voor soli, koor en 2 piano’s

- Er zullen altijd wolken zijn, (Tekst: Nini Bulterys) lied voor stem en orkest

- De Triomf van het Bloed (Poëzie: Karel Jonckheere), voor groot koor, soli en orkest

- Arion (Poëzie: Bert Decorte) cantate voor soli, koor en 2 piano’s

- De Yadefluit (Poëzie: Gaston Burssens), liederencyclus voor hoge stem en piano, (ook transcriptie voor bas)

- Vocalise

- Vocalise nr.3, bariton en piano

- 3 liederen voor a-capellakoor op Oudnederlandse teksten (Hendrik van Veldeke) (1961)

- Sanctissima voor gemengd vocaal kwartet

- Veni Creator, motet voor koor en orkest

Voorts schreef ze talrijke religieuze liederen met en zonder begeleiding, vaak op eigen tekst.

### Kamermuziek
- Kwartet voor strijkers (viool, altviool, cello en contrabas)
- Quatuor pour deux violons, alto et violoncello (1962)
- Strijkkwartet (1972)
- Rondo voor viool en piano (1971)
- Sonate pour 2 violons et piano (1960)
- Trio voor viool, cello en piano (1961)
- 28 stukjes voor harmonium (1988)

### Orkestwerken
- Symfonische Beweging voor groot orkest (1960)
- Symfonie nr.1 (1966)
- Pianoconcerto (1964)
- Concerto voor 2 violen en orkest (1964)
- Concerto voor viool en orkest (herwerking van concerto voor 2 violen)

## Discografie
- Trio voor piano, viool en cello, op LP

N. Bulterys – I. Ceulemans – A. Delvaux, Alpha (DBM-V 187), 1973
- Symfonie, op LP

Hedendaagse Belgische Muziek – Musique Belge Contemporaine, Jacqueline Fontyn – Nini Bulterys, Cultura (5071-5). Uitvoerders: Nationaal Orkest van België o.l.v. Daniël Sternefeld

## Trivia
- In Temse is een straat naar haar genoemd: Nini Bulterysstraat[3]
- Aan het schrijven van haar cantate Arion, hield ze een gevoelloze duim over.
- Bij de keuze van haar voornaam werd haar vader geïnspireerd door de actrice en operettezangeres Nini de Boël.